# Canuella furcigera
Canuella furcigera is een eenoogkreeftjessoort uit de familie van de Canuellidae. De wetenschappelijke naam van de soort werd in 1903 voor het eerst geldig gepubliceerd door Georg Ossian Sars.